# Concerto pour piano no 3 de Rautavaara
Gift of Dreams
Pour un article plus général, voir Concerto pour piano.
Pour les articles homonymes, voir Concerto pour piano (homonymie).
Le Concerto pour piano no 3 (sous-titré Gift of Dreams) a été écrit par Einojuhani Rautavaara en 1998.

## Historique
L'œuvre a été commandée par le chef d'orchestre et pianiste Vladimir Ashkenazy comme un concerto qui pourrait être joué à partir du piano, avec Ashkenazy occupant les rôles de soliste et de chef simultanément. Ashkenazy a créé le concerto dans ce double rôle avec l'Orchestre philharmonique d'Helsinki en 1999. Il a depuis fait le tour du monde en le jouant et l'a ensuite enregistré pour Ondine, une compagnie de disques finlandaise.

## Analyse
L'œuvre est en trois mouvements, avec un adagio central poignant. Le concerto adopte des harmonies tonales, comme dans le Concerto pour piano no 1 de Rautavaara, mais l'ambiance générale est beaucoup plus calme et sereine.

## Mouvements
Le concerto comporte trois mouvements, et dure environ 25-30 minutes.
1. Tranquillo (10 minutes)
2. Adagio assai (12 minutes)
3. Energico (6 minutes)

## Orchestration
| Instrumentation du Concerto pour piano no 3                                                              |
| Cordes                                                                                                   |
| premiers violons, seconds violons, altos, violoncelles, contrebasses                                     |
| Bois |
| 2 flûtes, 2 hautbois, 2 clarinettes en si bémol, 2 bassons                                               |
| Cuivres                                                                                                  |
| 4 cors en fa, 2 trompettes en ut, 2 trombones                                                            |
| Percussions                                                                                              |
| timbales, gong, vibraphone, xylophone, grosse caisse, caisse claire, tam-tam, 4 toms, carillon tubulaire |

## Enregistrements
- Vladimir Ashkenazy (pianiste/direction), Orchestre philharmonique d'Helsinki, Ondine (label)
- Laura Mikkola (pianiste), Orchestre symphonique de la radio néerlandaise (en), Eri Klas (chef), Naxos (label)